# Treasures (сборник Тацуро Ямаситы)
Treasures (с англ. — «Сокровища») — десятый сборник японского музыканта Тацуро Ямаситы, выпущенный 13 ноября 1995 года. По состоянию на 2006 год является самым продаваемым альбомом Ямаситы.

## Список композиций
Автор слов, музыки и продюсер — Тацуро Ямасита.
| №   | Название                                                                              | Длительность |
| --- | ------------------------------------------------------------------------------------- | ------------ |
| 1.  | «Kokiatsu Girl» (高気圧ガール)                                                        | 4:22         |
| 2.  | «Sprinkler» (スプリンクラー)                                                          | 4:31         |
| 3.  | «Get Back in Love» (ゲット・バック・イン・ラブ)                                       | 4:22         |
| 4.  | «Kaze no Corridor» (風の回廊（コリドー）)                                             | 4:00         |
| 5.  | «Atom no Ko» (アトムの子)                                                             | 4:28         |
| 6.  | «Endless Game» (エンドレス・ゲーム)                                                   | 4:11         |
| 7.  | «Odoroyo, Fish» (踊ろよ、フィッシュ)                                                  | 4:51         |
| 8.  | «Turner no Kikansha -Turner's Steamroller-» (ターナーの汽罐車 -Turner's Steamroller-) | 4:34         |
| 9.  | «Doyobi no Koibito» (土曜日の恋人)                                                    | 3:15         |
| 10. | «Jungle Swing» (ジャングル・スウィング)                                               | 5:05         |
| 11. | «Sekai no Hate Made» (世界の果てまで)                                                 | 5:08         |
| 12. | «Oyasumi Rosie -Angel Baby no Homage-» (おやすみロージー -Angel Babyへのオマージュ-)  | 2:45         |
| 13. | «Christmas Eve» (クリスマス・イブ )                                                   | 4:15         |
| 14. | «Sayonara Natsu no Hi» (さよなら夏の日)                                               | 4:38         |
| 15. | «Sobo» (蒼氓)                                                                         | 6:07         |
| 16. | «Parade» (パレード)                                                                   | 4:00         |

## Чарты и сертификация
| Чарт Oricon                   | Высшая позиция |
| ----------------------------- | -------------- |
| Еженедельный чарт (1995—1996) | 1              |
| Годовой итоговый чарт (1995)  | 48             |
| Годовой итоговый чарт (1996)  | 33             |

| Страна | Сертификация  | Продажи   |
| ------ | ------------- | --------- |
| Япония | 3× Платиновый | 1 174 000 |

## Издания
| Страна | Дата           | Лейбл            | Формат | Номер в каталоге |
| ------ | -------------- | ---------------- | ------ | ---------------- |
| Япония | 13 ноября 1995 | East West / Moon | CD     | AMCM-4240        |
| Япония | 2 июня 1999    | Warner/Moon      | CD     | WPCV-10028       |